# العلاقات اليمنية التشادية
العلاقات اليمنية التشادية هي العلاقات الثنائية التي تجمع بين اليمن وتشاد.

## مقارنة بين البلدين
هذه مقارنة عامة ومرجعية للدولتين:
| وجه المقارنة                                              | اليمن                   | تشاد                      |
| --------------------------------------------------------- | ----------------------- | ------------------------- |
| المساحة (كم2)                                             | 555.00 ألف              | 1.28 مليون                |
| عدد السكان (نسمة)                                         | 28.25 مليون             | 15.23 مليون               |
| الكثافة السكانية (ن./كم²)                                 | 50.9                    | 11.9                      |
| العاصمة                                                   | صنعاء عدن (عاصمة مؤقتة) | انجمينا                   |
| اللغة الرسمية                                             | اللغة العربية           | لغة فرنسية، اللغة العربية |
| العملة                                                    | ريال يمني               | فرنك وسط أفريقي           |
| الناتج المحلي الإجمالي (بليون دولار)                      | 18.21 مليار             | 9.98 مليار                |
| الناتج المحلي الإجمالي (تعادل القوة الشرائية) بليون دولار | 75.69 مليار             | 30.54 مليار               |
| الناتج المحلي الإجمالي الاسمي للفرد دولار أمريكي          | 1.41 ألف                | 775                       |
| الناتج المحلي الإجمالي للفرد دولار أمريكي                 |                         | 2.18 ألف                  |
| مؤشر التنمية البشرية                                      | 0.498                   | 0.392                     |
| رمز المكالمات الدولي                                      | +967                    | +235                      |
| رمز الإنترنت                                              | .ye                     | .td                       |
| المنطقة الزمنية                                           | ت ع م+03:00             | ت ع م+01:00               |

## منظمات دولية مشتركة
يشترك البلدان في عضوية مجموعة من المنظمات الدولية، منها:
| علم المنظمة | اسم المنظمة                               | تاريخ انضمام اليمن | تاريخ انضمام تشاد |
| ----------- | ----------------------------------------- | ------------------ | ----------------- |
|             | يونسكو                                    | 2 أبريل 1962       | 19 ديسمبر 1960    |
|             | مؤسسة التمويل الدولية                     | 22 مايو 1970       | 2 أبريل 1998      |
|             | المركز الدولي لتسوية المنازعات الاستشارية | 20 نوفمبر 2004     | 14 أكتوبر 1966    |
|             | منظمة التعاون الإسلامي                    | ?                  | ?                 |
|             | منظمة حظر الأسلحة الكيميائية              | ?                  | ?                 |
|             | مؤسسة التنمية الدولية                     | 22 مايو 1970       | 7 نوفمبر 1963     |
|             | وكالة ضمان الاستثمار متعدد الأطراف        | 12 مارس 1996       | 11 يونيو 2002     |
|             | الاتحاد البريدي العالمي                   | ?                  | ?                 |
|             | الاتحاد الدولي للاتصالات                  | 1931               | 25 نوفمبر 1960    |
|             | منظمة الشرطة الجنائية الدولية             | ?                  | ?                 |
|             | الأمم المتحدة                             | 30 سبتمبر 1947     | 20 سبتمبر 1960    |
|             | البنك الدولي للإنشاء والتعمير             | 3 أكتوبر 1969      | 10 يوليو 1963     |